# 小行星2151
小行星2151（2151 Hadwiger）是一颗围绕太阳公转的小行星。1977年11月3日，保羅·維爾特在齐美尔瓦尔德发现了此天体。
該小行星以瑞士數學家雨果·哈德維格命名。
这颗小行星的绝对星等为87.16321352536622等。